# Zola (cràter)
Zola és un cràter d'impacte en el planeta Mercuri de 70 km de diàmetre. Porta el nom del novel·lista francès Émile Zola (1840-1902), i el seu nom va ser aprovat per la Unió Astronòmica Internacional el 1979.